# Boris Zala

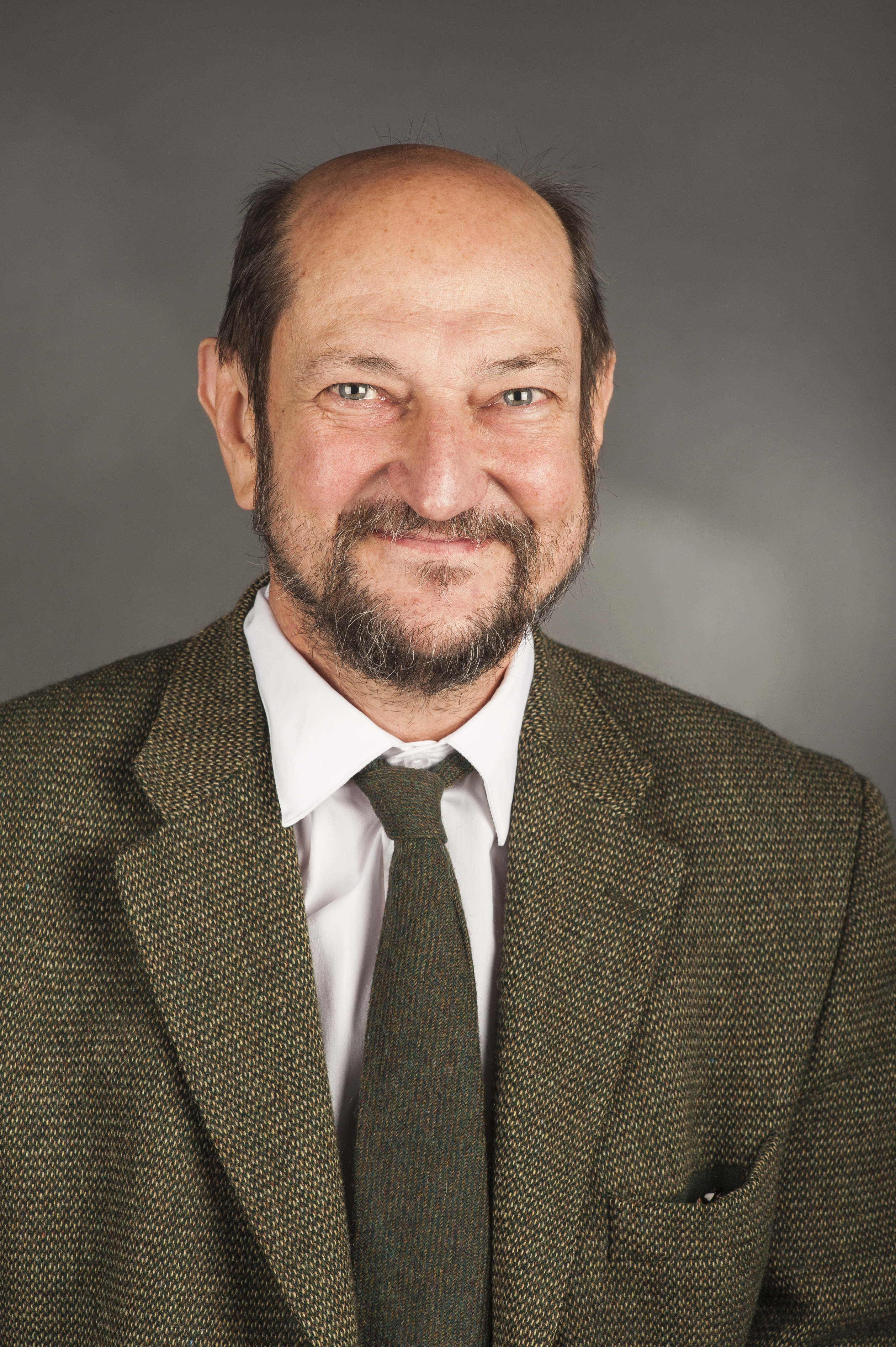
Boris Zala (2014)

Boris Zala (* 9. Dezember 1954 in Zlaté Moravce) ist ein slowakischer Politiker (SMER – sociálna demokracia) und Politikwissenschaftler.

## Leben
Zala studierte Philosophie. Er ist als Hochschullehrer in der Slowakei tätig und war von 1990 bis 2007 Leiter des Lehrstuhls für Politikwissenschaft und Europastudien an der Philosoph-Konstantin-Universität in Nitra. Seit 2009 ist Zala Abgeordneter im Europäischen Parlament.